# Diocèse du Doubs
Cet article court présente un sujet plus développé dans : Archidiocèse de Besançon.
Le diocèse du Doubs ou, en forme longue, le diocèse du département du Doubs est un ancien diocèse de l'Église constitutionnelle en France.
Créé par la constitution civile du clergé de 1790, il est supprimé à la suite du concordat de 1801. Il couvrait le département du Doubs. Le siège épiscopal était Besançon.